# Gilberto de Moura Costa
Gilberto de Moura Costa (Juiz de Fora, 20 de dezembro de 1890 – Rio de Janeiro, 12 de julho de 1938) foi um médico brasileiro.
Foi eleito membro da Academia Nacional de Medicina em 1929, ocupando a Cadeira 01, que tem Joaquim Cândido Soares de Meireles como patrono.